# Magdaléna Jacková
Magdaléna Jacková (* 1976) je česká divadelní historička.

## Životopis
Studovala na Filozofické fakultě Univerzity Karlovy v Praze, kde v letech 1994 až 2001 absolvovala magisterské studium klasické filologie a francouzštiny. Tamtéž v letech 1995 až 2002 vystudovala i divadelní vědu, ve které pokračovala i v doktorském studiu (2002–2010). V roce 2023 získala na Akademii věd ČR titul doktorky filologických věd.
V letech 2001 až 2011 pracovala v Institutu umění – Divadelním ústavu v Praze a od roku 2011 působí v Ústavu pro českou literaturu AV ČR. Odborně se zaměřuje na raně novověké divadlo v českých zemích, raně novověké teorie dramatu a na novolatinské drama.

### Ocenění
- 2002 – Soutěž o Cenu Václava Königsmarka, 1. místo v kategorii magisterských diplomových prací[1]
- 2011 – Soutěž Jiřího Levého pro mladé překladatele, 2. místo v kategorii poezie[1]